# アフガニスタン東部地震
アフガニスタン東部地震（アフガニスタンとうぶじしん）は、2022年6月22日午前1時半頃（現地時間）にアフガニスタン東部で発生したマグニチュード6.0の地震である。

## 概要
震源はアフガニスタンのホースト市から南西方向に55kmの位置にあり、その深さは4km、地震の規模を示すマグニチュードは6.0と推定されている。震源近傍では最大で日本における震度5弱から震度6弱程度に相当する揺れが観測され、アフガニスタンのパクティーカー州を中心に広範囲に大きな被害が出た。隣国のパキスタンでも大きな揺れが観測され被害が生じた。

## 被害
パクティーカー州のGayan, Nika, Barmal, Zerokを中心に、1,000人以上が死亡、2,000人以上が負傷し、住宅1万棟が損壊した。当該地域は、土や日干しレンガでできた耐震性の低い住宅が多く、また発震時刻が深夜でほとんどの人が寝ていたことも被害が拡大した要因の一つとみられている。24日、生存者の捜索が打ち切られた。

## 支援
23日、国連の世界食糧計画は首都カブールで被災地へ送る小麦粉をトラックに積み込む作業を行った。日本政府から提供されたものを含む合わせて130トンが送られる。韓国、台湾、アラブ首長国連邦も支援を表明し、インドは、27トンの支援物資を国際援助機関向けに送ったと発表した。